# Diplazium fraxinifolium
Diplazium fraxinifolium är en majbräkenväxtart som beskrevs av Karel Presl.
Diplazium fraxinifolium ingår i släktet Diplazium och familjen Athyriaceae. Inga underarter finns listade i Catalogue of Life.